# Milot (Albanien)

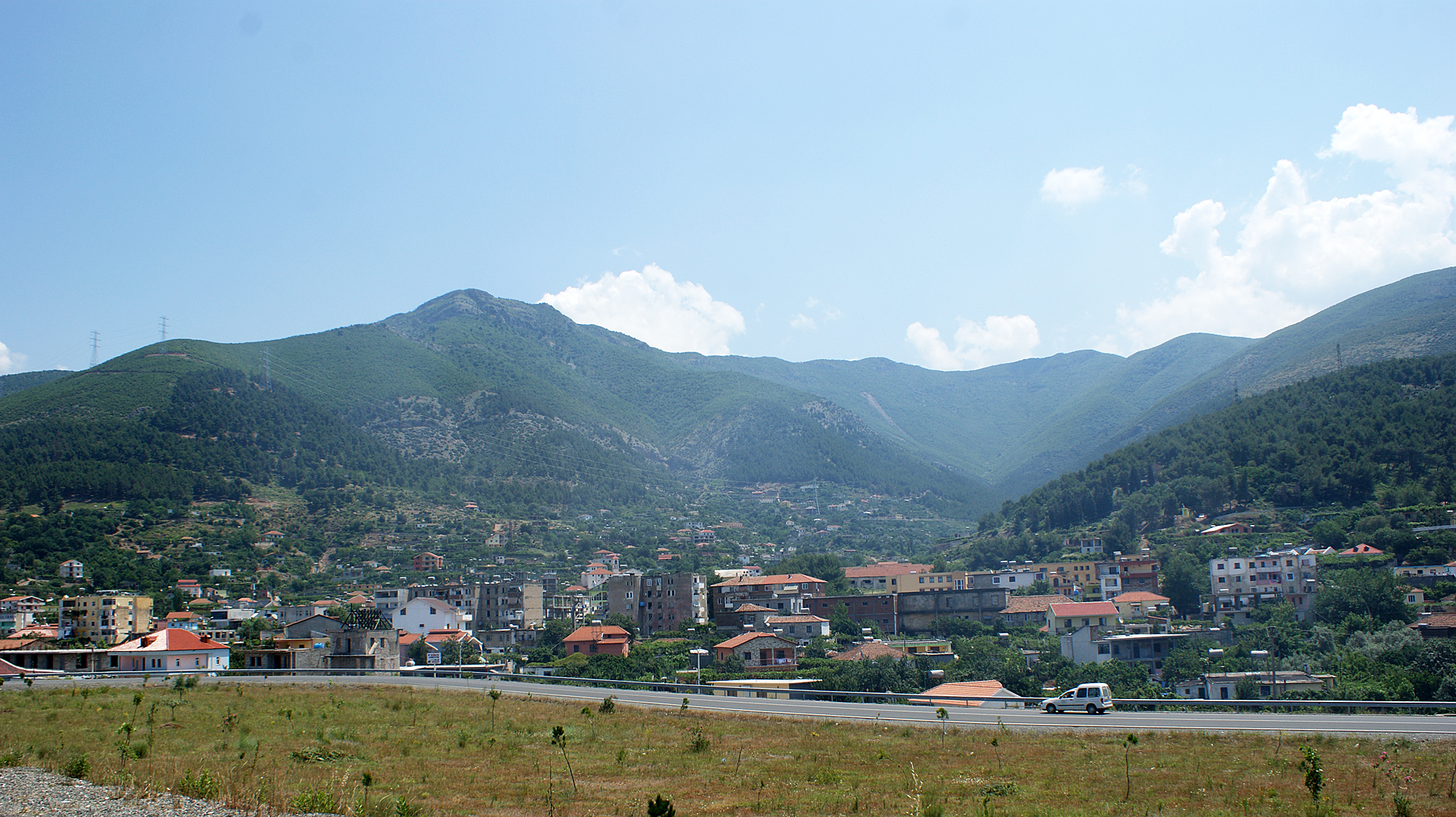
Der Ort mit Hügeln im Hintergrund

Milot (albanisch auch Miloti) ist eine Kleinstadt in der Gemeinde Kurbin im Qark Lezha in Nordalbanien. Der Ort hat rund 2500 Einwohner. Milot liegt rund 41 Kilometer von der Hauptstadt Tirana entfernt am Weg nach Shkodra.
Milot und 13 umliegende Dörfer bilden eine Njësia administrative innerhalb der Bashkia Kurbin. Diese hat 6193 Einwohner (Volkszählung 2023). Bis 2015 war Milot eine eigenständige Gemeinde (komuna), die im Jahr 2011 8461 Einwohner hatte. Die Lokalbehörden gaben sogar 13.500 Einwohner an, wobei nicht ganz zwei Drittel der Familien in den 13 zugehörigen Dörfern leben.
Milot liegt am östlichen Rand der Küstenebene. Hier tritt der Fluss Mat in einem Einschnitt durch das Skanderbeggebirge aus den Bergen und durchquert in einem breiten Bett die Küstenebene. Das Städtchen am Südufer des Flusses zieht sich in seinen Ausläufern die Berghänge hoch.
Der Ort ist ein wichtiger Verkehrsknotenpunkt für ganz Nordalbanien: Über die Brücken bei Milot wird der Nordwesten mit dem Rest des Landes verbunden, andererseits zweigen Straßen nach Ost- und Nordostalbanien ab: Das Mat-Tal dient als Zugang zu den Bergregionen Nordostalbaniens mit Straßen in die Mirdita und weiter in die Regionen von Kukës, Has und Tropoja sowie nach Mat und weiter nach Bulqiza und Peshkopia. Drei Brücken, von denen eine Straße und Eisenbahn kombiniert, führen heute bei Milot über den Fluss – die älteste Brücke, die 1927 erstellte Ura e Zogut, war die größte Brücke Albaniens.
Eine neue Schnellstraße (SH1) einige Kilometer westlich in der Ebene entlastet den Ort seit Beginn des Jahrtausends vom Durchgangsverkehr auf der Nord-Süd-Strecke. Von dieser zweigt bei Milot die neue Autobahn A1 ab, welche seit Juni 2009 nach Kukës und Kosovo führt. Die Strecke umfährt Milot in einem schmalen Streifen zwischen Ortsrand und dem südlichen Ufer des Mats.

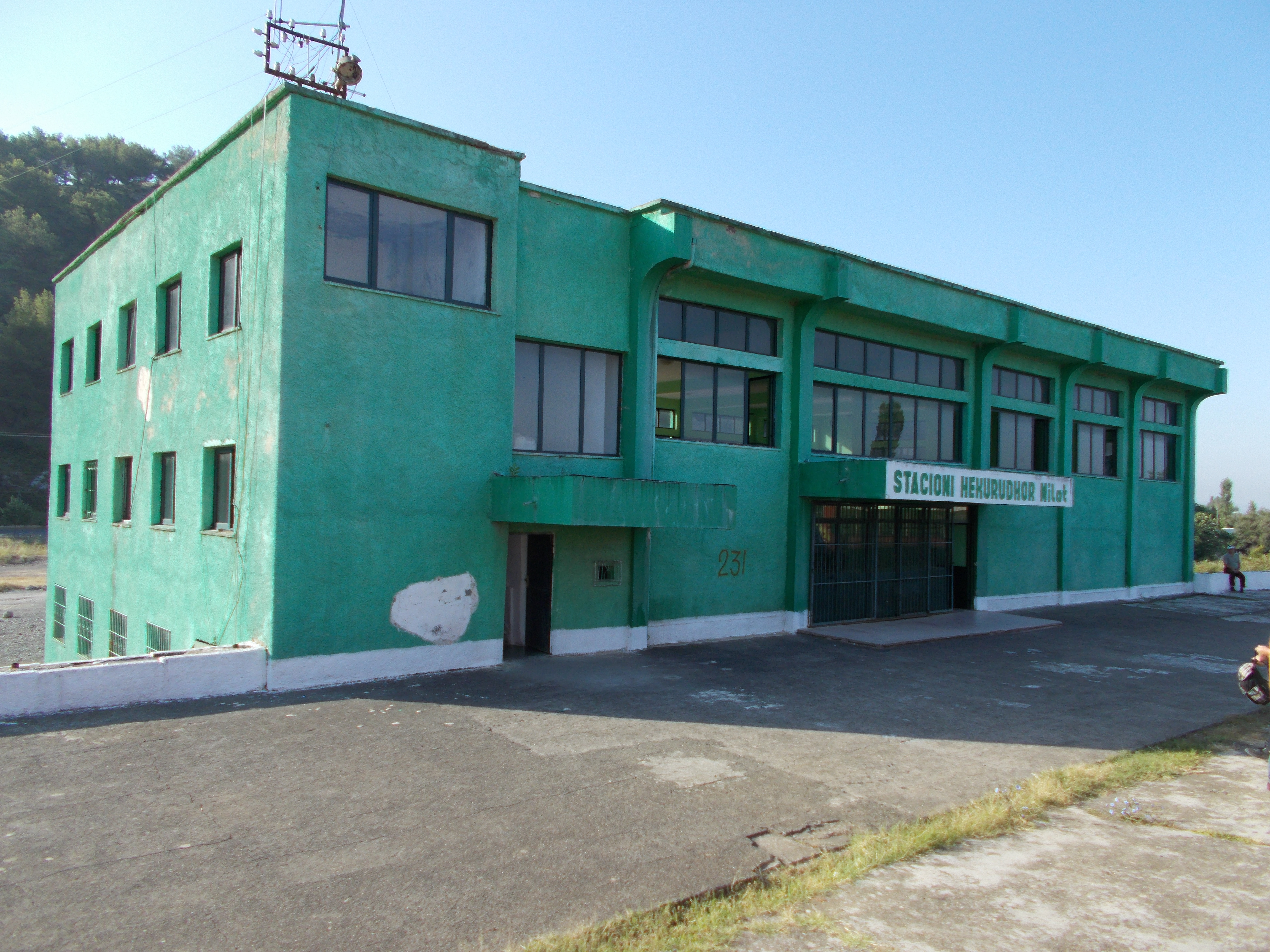
Bahnhof von Milot

Auch die Strecke von Vora nach Shkodra der albanischen Eisenbahnen Hekurudha Shqiptare führt durch Milot. Eine Zweigstrecke ins Hinterland wurde stillgelegt, das Trasse über Rubik bis Rrëshen für den Autobahnbau genutzt.